# Jozef Záhorský (lední hokejista)
Jozef Záhorský (6. ledna 1929, Bratislava – 2002) byl československý hokejový brankář.

## Hráčská kariéra
Jako reprezentant se zúčastnil olympiády v roce 1952, kde Československo skončilo na 4. místě. Na mistrovství světa startoval v roce 1953. V reprezentačním dresu odehrál celkem 10 zápasů. V lize hrál za ATK Praha a Spartak LZ Plzeň.